# Эльзен
Эльзен (нем. Ölsen) — община в Германии, в земле Рейнланд-Пфальц. 
Входит в состав района Альтенкирхен-Вестервальд. Подчиняется управлению Альтенкирхен.  Население составляет 81 человек (на 31 декабря 2010 года). Занимает площадь 2,26 км².